# حسن اغماض
حسن اغماض (زادهٔ ۲۹ بهمن ۱۳۲۳) بوکسور اهل ایران بود.
فعلی در وزن ۶۰ کیلوگرم بازی‌های المپیک تابستانی ۱۹۷۲ پس از پیروزی در مرحله اول برابر بوکسور مصری و شکست در مرحله دوم برابر بوکسور بلغارستانی از مسابقات حذف شد.